# Salomonsrupsvogel
De salomonsrupsvogel (Edolisoma salomonis synoniem: Coracina salomonis) is een zangvogel uit de familie Campephagidae (rupsvogels).

## Verspreiding en leefgebied
Deze vogel is endemisch op Makira, het grootste eiland van de Salomonseilanden.

## Status
De grootte van de populatie is niet gekwantificeerd maar de soort wordt omschreven als vrij algemeen. Op de Rode lijst van de IUCN heeft deze soort de status niet bedreigd.